# Can Camp (barri)
Can Camp és un barri de l'Ametlla del Vallès integrat en la trama urbana central d'aquesta població del Vallès Oriental.
Està situat al sud del nucli principal ametlletà, entre la carretera BP-1432, de la Garriga a Sant Feliu de Codines, i el barri de Can Diví.
El barri va néixer als anys 60, quan els propietaris de la finca agrícola i històrica de Can Camp n'urbanitzen les terres i les venen per parcel·les. En l'actualitat hi ha el projecte municipal de convertir la masia en centre social i cultural del barri.